# Saturn Award voor beste uitgifte op dvd (Collectie)
Hieronder volgt een lijst van Saturn Award-winnaars in de categorie Beste uitgifte op dvd (Collectie).
| Jaar | Film                                            |
| ---- | ----------------------------------------------- |
| 2003 | The Adventures of Indiana Jones                 |
| 2004 | The Star Wars Trilogy                           |
| 2005 | The Bela Lugosi Collection                      |
| 2006 | The James Bond Ultimate Edition (Collectie 1-4) |
| 2007 | The Mario Bava Collection                       |
| 2008 | The Godfather: The Coppola Restoration          |
| 2009 | Star Trek: Original Motion Picture Collection   |
| 2010 | Alien Anthology                                 |